# San Juan (provins i Argentina)
 For alternative betydninger, se San Juan. (Se også artikler, som begynder med San Juan)
Provinsen San Juan (spansk: Provincia de San Juan) er en ørkenprovins i det vestlige Argentina ved foden af Andesbjergene. Naboprovinser er La Rioja, San Luis og Mendoza. Mod vest ligger Chile. San Juan har en befolkning på 822.853 (2022) og dækker et areal på 89.651 km2
.
Hovedbyen er San Juan og har cirka 300.000 indbyggere. Det er ingen andre byer i provinsen, men nogle mindre bjergbebyggelser. Nogle af dem er meget frugtbare og der dyrkes blandt andet æbler i Calingasta og Barreal. Længere ude i ørkenen findes "Valle de Luna" eller månedalen på dansk. Det er et ørkenområde med flere specielle stenformationer og er med tiden blevet en betydelig turistattraktion. Desuden er dette et af de mindst forurenede områder på kloden og himlen er meget klar. Flere nationer har etableret rumobservatorier her.
Tulúmdalen i vestre-centrale del af provinsen, 20–100 km vest for provinshovedbyen San Juan, er med tiden betydeligt udbygget med vandkraft – i alt næsten 1.100 MW af de totalt 1.500 MW provinsen producerer.